# Olympische Sommerspiele 1992/Leichtathletik – 100 m (Frauen)

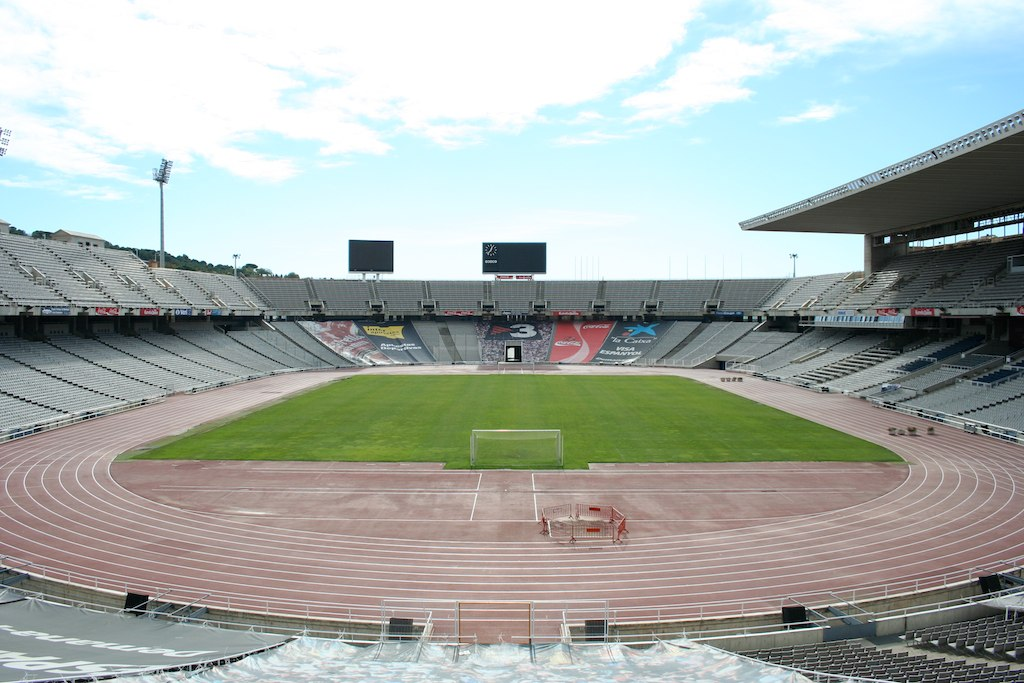
Das Olympiastadion von Barcelona im Jahr 2008

Der 100-Meter-Lauf der Frauen bei den Olympischen Spielen 1992 in Barcelona wurde am 31. Juli und 1. August 1992 in vier Runden im Olympiastadion Barcelona ausgetragen. 54 Athletinnen nahmen teil.
Olympiasiegerin wurde die US-Amerikanerin Gail Devers. Sie gewann vor der Jamaikanerin Juliet Cuthbert und Irina Priwalowa aus dem Vereinten Team der ehemaligen Sowjetrepubliken.
Für Deutschland ging Andrea Philipp an den Start, die im Viertelfinale scheiterte.

Auch die Österreicherin Sabine Tröger schied im Viertelfinale aus.

Athletinnen aus der Schweiz und Liechtenstein nahmen nicht teil.

## Aktuelle Titelträgerinnen
| Olympiasiegerin 1988                      | Florence Griffith-Joyner ( USA)   | 10,54 s | Seoul 1988            |
| Weltmeisterin 1991                        | Katrin Krabbe ( Deutschland)      | 10,99 s | Tokio 1991            |
| Europameisterin 1990                      | Katrin Krabbe ( DDR)              | 10,89 s | Split 1990            |
| Panamerikanische Meisterin 1991           | Liliana Allen ( Kuba)             | 11,39 s | Havanna 1991          |
| Zentralamerika und Karibik-Meisterin 1991 | Cheryl-Ann Phillips ( Jamaika)    | 11,83 s | Xalapa 1991           |
| Südamerika-Meisterin 1991                 | Claudete Alves ( Brasilien)       | 11,84 s | Manaus 1991           |
| Asienmeisterin 1991                       | Tian Yumei ( Volksrepublik China) | 11,54 s | Kuala Lumpur 1991     |
| Afrikameisterin 1992                      | Elinda Vorster ( Südafrika)       | 11,26 s | Belle Vue Maurel 1992 |
| Ozeanienmeisterin 1990                    | Blindee Goonchew ( Australien)    | 12,17 s | Suva 1990             |

## Bestehende Rekorde
| Weltrekord         | 10,49 s | Florence Griffith-Joyner ( USA) | Indianapolis, USA                | 16. Juli 1988      |
| Olympischer Rekord | 10,62 s | Florence Griffith-Joyner ( USA) | Viertelfinale OS Seoul, Südkorea | 24. September 1988 |

Der bestehende olympische Rekord wurde bei diesen Spielen nicht erreicht. Die Windbedingungen waren nicht günstig, abgesehen von einem Rennen gab es in den Läufen nur Gegenwind. Die schnellste Zeit erzielte die US-amerikanische Olympiasiegerin Gail Devers mit 10,82 s im Finale am 1. August bei einem Gegenwind von 1,0 m/s. Den olympischen Rekord verfehlte sie dabei um genau zwei Zehntelsekunden, den Weltrekord um 33 Hundertstelsekunden.

## Vorrunde
Datum: 31. Juli 1992, 9:30 Uhr
Die Teilnehmerinnen traten zu insgesamt sieben Vorläufen an. Für das Viertelfinale qualifizierten sich pro Lauf die ersten vier Athletinnen. Darüber hinaus kamen die vier Zeitschnellsten, die sogenannten Lucky Loser, weiter. Die direkt qualifizierten Läuferinnen sind hellblau, die Lucky Loser hellgrün unterlegt.

### Vorlauf 1
Wind: −0,2 m/s
| Platz | Name                     | Nation                         | Zeit    |
| ----- | ------------------------ | ------------------------------ | ------- |
| 1     | Merlene Ottey            | Jamaika                        | 11,26 s |
| 2     | Sisko Hanhijoki          | Finnland                       | 11,44 s |
| 3     | Patricia Girard          | Frankreich                     | 11,51 s |
| 4     | Gao Han                  | Volksrepublik China            | 11,68 s |
| 5     | Cristina Castro Salvador | Spanien                        | 11,72 s |
| 6     | Trương Hoàng Mỹ Linh     | Vietnam                        | 12,11 s |
| 7     | Gail Michelle Prescod    | St. Vincent und die Grenadinen | 12,41 s |

### Vorlauf 2
Wind: −0,2 m/s
| Platz | Name               | Nation              | Zeit    |
| ----- | ------------------ | ------------------- | ------- |
| 1     | Irina Priwalowa    | EUN                 | 11,42 s |
| 2     | Kerry Johnson      | Australien          | 11,62 s |
| 3     | Xiao Yehua         | Volksrepublik China | 11,69 s |
| 4     | Dahlia Duhaney     | Jamaika             | 11,73 s |
| 5     | Karen Clarke       | Kanada              | 11,79 s |
| 6     | N’Deye Binta Dia   | Senegal             | 11,83 s |
| 7     | Damayanthi Dharsha | Sri Lanka           | 11,88 s |
| 8     | Aminath Rishtha    | Malediven           | 13,66 s |

### Vorlauf 3
Wind: −0,8 m/s
| Platz | Name              | Nation     | Zeit    |
| ----- | ----------------- | ---------- | ------- |
| 1     | Juliet Cuthbert   | Jamaika    | 11,14 s |
| 2     | Anelija Nunewa    | Bulgarien  | 11,34 s |
| 3     | Elinda Vorster    | Südafrika  | 11,45 s |
| 4     | Melinda Gainsford | Australien | 11,57 s |
| 5     | Odiah Sidibé      | Frankreich | 11,62 s |
| 6     | Ratjai Sripet     | Thailand   | 11,99 s |
| 7     | Monique Kengné    | Kamerun    | 12,12 s |
| 8     | Vaciseva Tavaga   | Fidschi    | 12,47 s |

### Vorlauf 4
Wind: +0,3 m/s
| Platz | Name                    | Nation              | Zeit    |
| ----- | ----------------------- | ------------------- | ------- |
| 1     | Gail Devers             | USA                 | 11,23 s |
| 2     | Pauline Davis           | Bahamas             | 11,48 s |
| 3     | Stephanie Douglas       | Großbritannien      | 11,65 s |
| 4     | Myra Mayberry-Wilkinson | Puerto Rico         | 11,67 s |
| 5     | Heather Samuel          | Antigua und Barbuda | 11,76 s |
| 6     | Gaily Dube              | Simbabwe            | 12,08 s |
| 7     | Laure Kuetey            | Benin               | 13,11 s |
| DNS   | Antónia de Jesus        | Angola              |         |

### Vorlauf 5
Wind: −0,4 m/s
| Platz | Name               | Nation         | Zeit    |
| ----- | ------------------ | -------------- | ------- |
| 1     | Gwen Torrence      | USA            | 11,28 s |
| 2     | Christy Opara      | Nigeria        | 11,39 s |
| 3     | Liliana Allen      | Kuba           | 11,49 s |
| 4     | Andrea Philipp     | Deutschland    | 11,73 s |
| 5     | Lalao Ravaonirina  | Madagaskar     | 11,74 s |
| 6     | Patricia Foufoué   | Elfenbeinküste | 11,77 s |
| 7     | Ngozi Mwanamwambwa | Sambia         | 12,13 s |
| 8     | Muyegbe Mubala     | Zaire          | 12,76 s |

### Vorlauf 6
Wind: +0,5 m/s
| Platz | Name             | Nation              | Zeit    |
| ----- | ---------------- | ------------------- | ------- |
| 1     | Evelyn Ashford   | Großbritannien      | 11,23 s |
| 2     | Mary Onyali      | Nigeria             | 11,37 s |
| 3     | Huei-Chen Wang   | Chinesisch Taipeh   | 11,43 s |
| 4     | Lucrécia Jardim  | Portugal            | 11,58 s |
| 5     | Tian Yumei       | Volksrepublik China | 11,68 s |
| 6     | Dawnette Douglas | Bermuda             | 12,05 s |
| 7     | Zoila Stewart    | Costa Rica          | 12,12 s |
| 8     | Deirdre Caruana  | Malta               | 12,59 s |

### Vorlauf 7
Wind: +0,1 m/s
| Platz | Name               | Nation           | Zeit    |
| ----- | ------------------ | ---------------- | ------- |
| 1     | Beatrice Utondu    | Nigeria          | 11,30 s |
| 2     | Olga Bogoslowskaja | EUN              | 11,45 s |
| 3     | Nelli Fiere-Cooman | Niederlande      | 11,47 s |
| 4     | Laurence Bily      | Frankreich       | 11,57 s |
| 5     | Sabine Tröger      | Österreich       | 11,69 s |
| 6     | Marcel Winkler     | Südafrika        | 12,01 s |
| 7     | Aminata Konaté     | Guinea           | 12,33 s |
| DSQ   | Magdalena Ansue    | Äquatorialguinea |         |

## Viertelfinale
Datum: 31. Juli 1992, 18:45 Uhr
Aus den Viertelfinalläufen qualifizierten sich pro Lauf die ersten vier Athletinnen (hellblau unterlegt) für das Halbfinale.

### Lauf 1
Wind: −0,5 m/s
| Platz | Name            | Nation              | Zeit    |
| ----- | --------------- | ------------------- | ------- |
| 1     | Evelyn Ashford  | USA                 | 11,13 s |
| 2     | Beatrice Utondu | Nigeria             | 11,31 s |
| 3     | Sisko Hanhijoki | Finnland            | 11,50 s |
| 4     | Patricia Girard | Frankreich          | 11,54 s |
| 5     | Kerry Johnson   | Australien          | 11,59 s |
| 6     | Dahlia Duhaney  | Jamaika             | 11,61 s |
| 7     | Lucrécia Jardim | Portugal            | 11,66 s |
| 8     | Tian Yumei      | Volksrepublik China | 11,78 s |

### Lauf 2

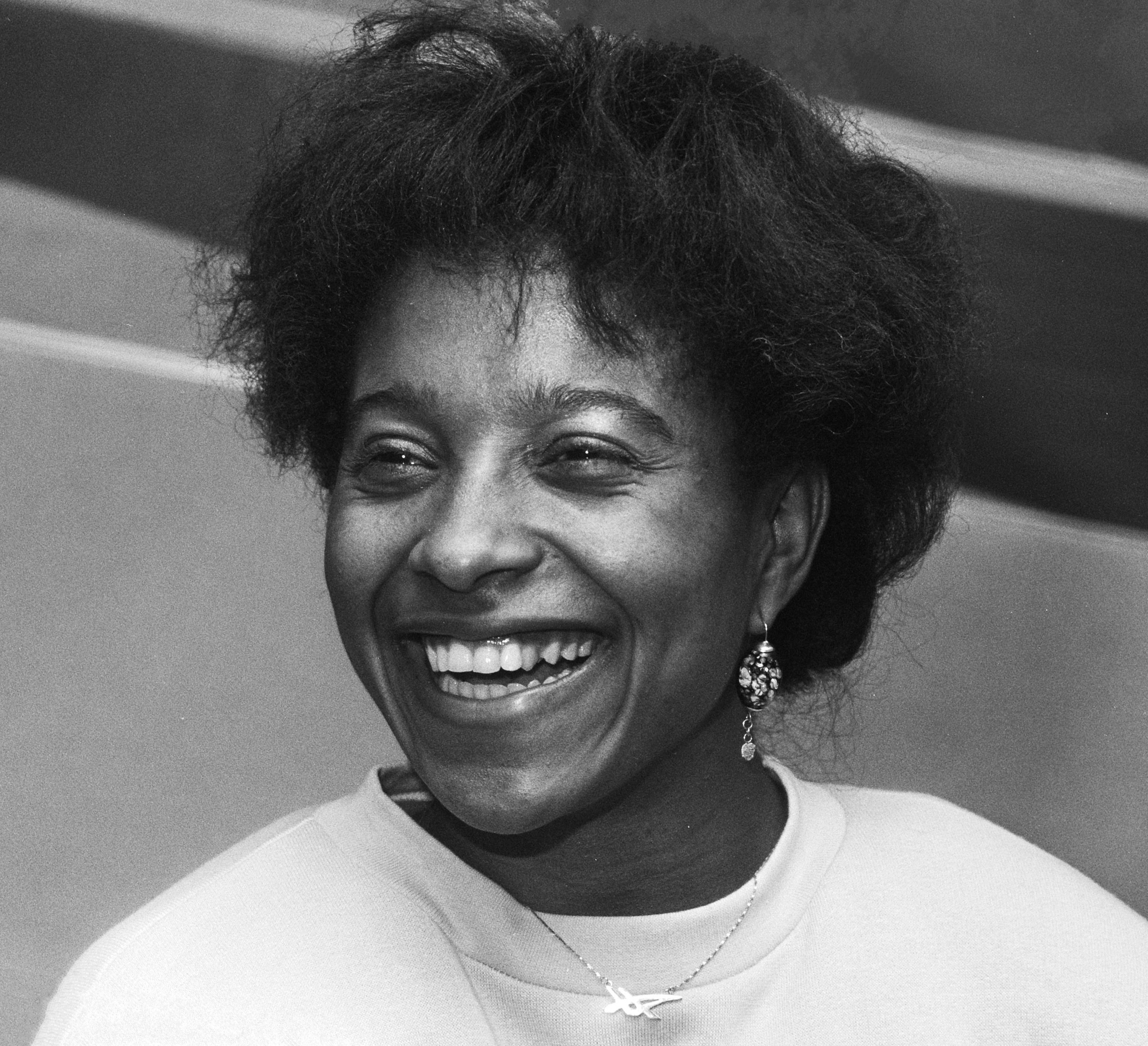
Nelli Fiere-Cooman erreichte das Viertelfinale und schied dort als Fünfte ihres Rennens aus

Wind: −0,7 m/s
| Platz | Name                     | Nation      | Zeit    |
| ----- | ------------------------ | ----------- | ------- |
| 1     | Juliet Cuthbert          | Jamaika     | 11,12 s |
| 2     | Anelija Nunewa           | Bulgarien   | 11,17 s |
| 3     | Mary Onyali              | Nigeria     | 11,28 s |
| 4     | Elinda Vorster           | Südafrika   | 11,44 s |
| 5     | Nelli Fiere-Cooman       | Niederlande | 11,55 s |
| 6     | Laurence Bily            | Frankreich  | 11,64 s |
| 7     | Myra Mayberry-Wilkinson  | Puerto Rico | 11,69 s |
| 8     | Cristina Castro Salvador | Spanien     | 11,79 s |

### Lauf 3
Wind: −1,0 m/s
| Platz | Name               | Nation              | Zeit    |
| ----- | ------------------ | ------------------- | ------- |
| 1     | Merlene Ottey      | Jamaika             | 11,15 s |
| 2     | Gwen Torrence      | USA                 | 11,17 s |
| 3     | Pauline Davis      | Bahamas             | 11,31 s |
| 4     | Olga Bogoslowskaja | EUN                 | 11,43 s |
| 5     | Odiah Sidibé       | Frankreich          | 11,63 s |
| 6     | Andrea Philipp     | Deutschland         | 11,67 s |
| 7     | Xiao Yehua         | Volksrepublik China | 11,73 s |
| 8     | Stephanie Douglas  | Großbritannien      | 11,77 s |

### Lauf 4
Wind: −1,1 m/s
| Platz | Name                   | Nation              | Zeit    |
| ----- | ---------------------- | ------------------- | ------- |
| 1     | Irina Priwalowa        | EUN                 | 10,98 s |
| 2     | Gail Devers            | USA                 | 11,17 s |
| 3     | Liliana Allen          | Kuba                | 11,33 s |
| 4     | Christy Opara-Thompson | Nigeria             | 11,42 s |
| 5     | Huei-Chen Wang         | Chinesisch Taipeh   | 11,57 s |
| 6     | Melinda Gainsford      | Australien          | 11,67 s |
| 7     | Gao Han                | Volksrepublik China | 11,76 s |
| 8     | Sabine Tröger          | Österreich          | 11,76 s |

## Halbfinale
Datum: 1. August 1992, 18:15 Uhr
Aus den beiden Halbfinals qualifizierten sich die jeweils ersten vier Läuferinnen für das Finale (hellblau unterlegt).

### Lauf 1
Wind: −2,9 m/s
| Platz | Name                   | Nation     | Zeit    |
| ----- | ---------------------- | ---------- | ------- |
| 1     | Gwen Torrence          | USA        | 11,02 s |
| 2     | Merlene Ottey          | Jamaika    | 11,07 s |
| 3     | Irina Priwalowa        | EUN        | 11,08 s |
| 4     | Mary Onyali            | Nigeria    | 11,30 s |
| 5     | Pauline Davis          | Bahamas    | 11,34 s |
| 6     | Christy Opara-Thompson | Nigeria    | 11,47 s |
| 7     | Sisko Hanhijoki        | Finnland   | 11,65 s |
| 8     | Patricia Girard        | Frankreich | 11,70 s |

### Lauf 2
Wind: −0,8 m/s
| Platz | Name               | Nation    | Zeit    |
| ----- | ------------------ | --------- | ------- |
| 1     | Juliet Cuthbert    | Jamaika   | 10,98 s |
| 2     | Gail Devers        | USA       | 11,12 s |
| 3     | Anelija Nunewa     | Bulgarien | 11,17 s |
| 4     | Liliana Allen      | Kuba      | 11,28 s |
| 5     | Evelyn Ashford     | USA       | 11,29 s |
| 6     | Elinda Vorster     | Südafrika | 11,44 s |
| 7     | Olga Bogoslowskaja | EUN       | 11,45 s |
| 8     | Beatrice Utondu    | Nigeria   | 11,53 s |

## Finale
Datum: 1. August 1992, 19:45 Uhr
Wind: −1,0 m/s
| Platz | Name            | Nation    | Zeit    |
| ----- | --------------- | --------- | ------- |
| 1     | Gail Devers     | USA       | 10,82 s |
| 2     | Juliet Cuthbert | Jamaika   | 10,83 s |
| 3     | Irina Priwalowa | EUN       | 10,84 s |
| 4     | Gwen Torrence   | USA       | 10,86 s |
| 5     | Merlene Ottey   | Jamaika   | 10,88 s |
| 6     | Anelija Nunewa  | Bulgarien | 11,10 s |
| 7     | Mary Onyali     | Nigeria   | 11,15 s |
| 8     | Liliana Allen   | Kuba      | 11,19 s |

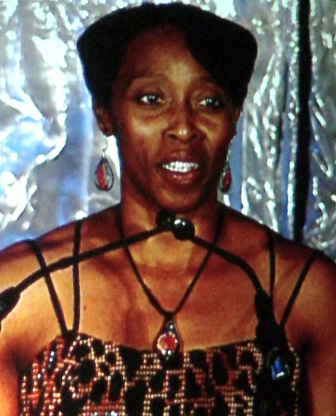
Gail Devers (Foto: 2011) – hauchdünner Sieg in einem äußerst engen Finale

Für das Finale hatten sich zwei US-Amerikanerinnen und zwei Jamaikanerinnen qualifiziert. Komplettiert wurde das Finalfeld durch je eine Starterin aus Bulgarien, Kuba, Nigeria und dem Vereinten Team.
Die amtierende Weltmeisterin Katrin Krabbe war wegen Verstoßes gegen die Dopingbestimmungen gesperrt worden. Favoritinnen für diesen Wettkampf waren die hoch eingeschätzte Führende der Weltjahresbestenliste und WM-Dritte von 1991 Merlene Ottey aus Jamaika, die Vizeweltmeisterin Gwen Torrence aus den USA und deren Teamkollegin Gail Devers, die auch im Hürdensprint äußerst stark war.
Das Finalrennen war sehr eng. Bei einem Gegenwind von 1,0 Meter pro Sekunde gewann Gail Devers die Goldmedaille, nur eine Hundertstelsekunde hinter ihr lag die Jamaikanerin Juliet Cuthbert. Eine weitere Hundertstelsekunde hinter Cuthbert kam Irina Priwalowa aus dem Vereinten Team ins Ziel und gewann damit die Bronzemedaille. Gwen Torrence wurde Vierte vor Merlene Ottey. Zwischen der Ersten Devers und der Fünften Ottey, lagen nur sechs Hundertstelsekunden. Angesichts des Gegenwinds waren die Zeiten mit fünf Läuferinnen unter 10,9 s insgesamt ausgezeichnet.
Kurze Zeit später beschuldigte Torrence zwei der drei Medaillengewinnerinnen des Dopings, wobei sie nicht sagte, wen genau sie meine. Wenige Tage später zog sie ihre Äußerung zurück.
Gail Devers lief zur achten US-Goldmedaille im fünfzehnten olympischen Finale dieser Disziplin.

Juliet Cuthbert gewann die erste Medaille Jamaikas über 100 Meter der Frauen.

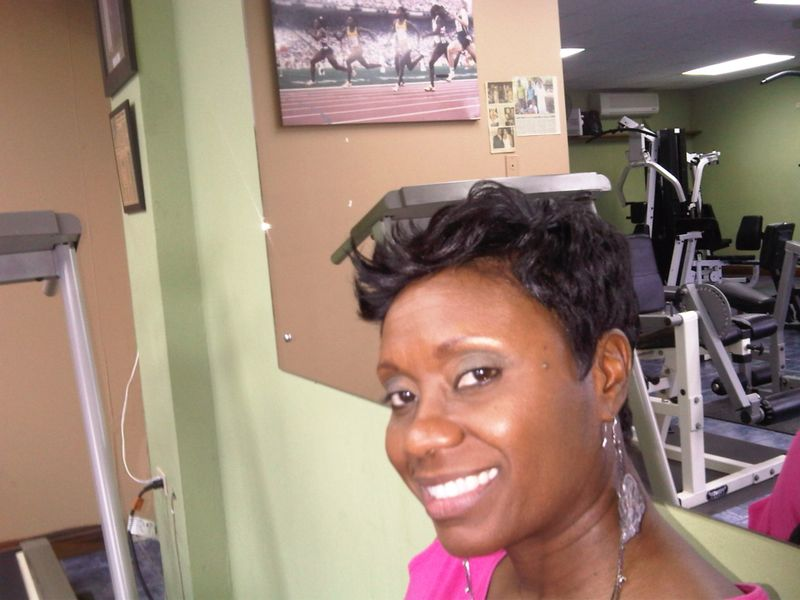
Juliet Cuthbert (Foto: 2014) – Silbermedaillengewinnerin mit einer Hundertstelsekunde Rückstand auf Gold und einer Hundertstelsekunde Vorsprung auf Bronze
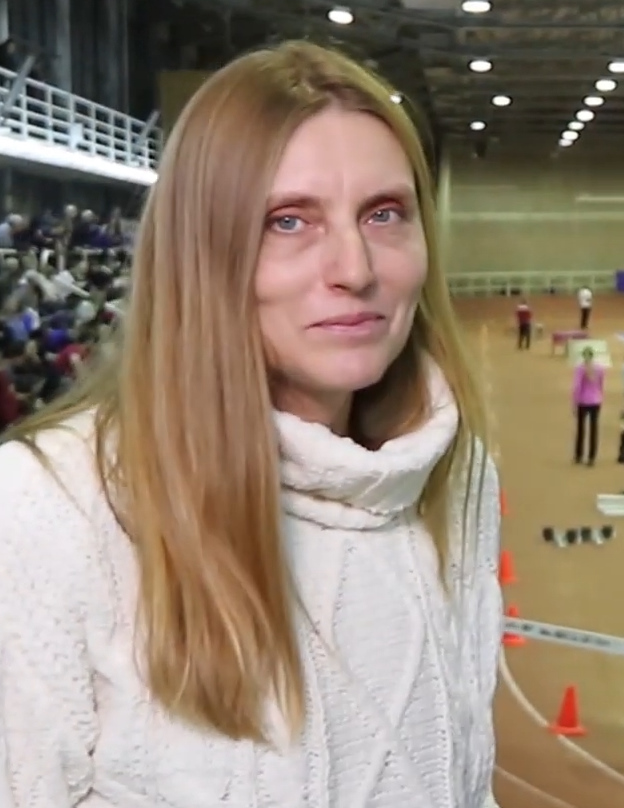
Bronzemedaillengewinnerin Irina Priwalowa im Jahr 2020
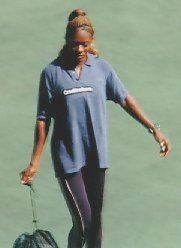
Der fünftplatzierten Merlene Ottey fehlten vier Hundertstelsekunden auf Bronze
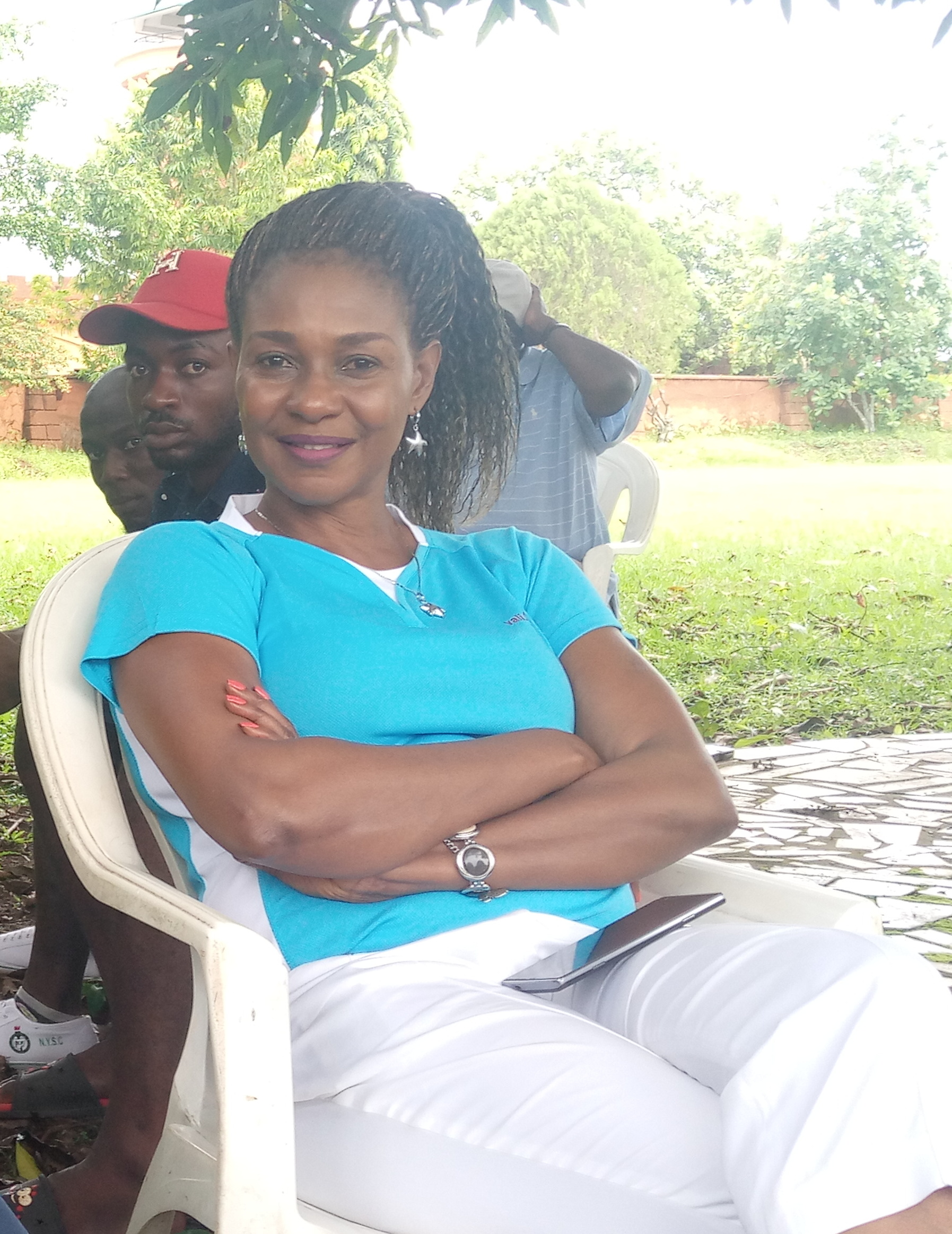
Mary Onyali (hier im Jahr 2017) erreichte Platz sieben

## Videolinks
- The Closest Ever Women's 100m final at the Olympics - Barcelona 1992, youtube.com, abgerufen am 23. Dezember 2021
- Women's 100m Final Barcelona Olympics 1992, youtube.com, abgerufen am 14. Februar 2018